# Aes Dana (zespół muzyczny)
Aes Dana – francuska grupa muzyczna grająca folk black metal, utworzona w Paryżu. Nazwa zespołu w starym języku irlandzkim oznacza „people of the arts”.
Ich styl gry to miks black metalu, czyli growl czy ciężka praca gitar oraz folku z takimi instrumentami jak np. flet irlandzki. 
Ich teksty często nawiązują do mitologii północnej Europy czy natury.

## Życiorys
Aes Dana powstało w 1994, z inicjatywy Teliesin'a i Amorgen'a. Krótko po tym do składu dołączyli Vidar, Storm i Christophe. Ich pierwsze demo, Chroniques du Crépuscule, według zespołu zostało nagrane w stylu atmosferycznego black metalu. 
W 1997 i 1999, Christophe został zastąpiony przez Milambre, zaś Storm przez Juan Jolocaust. Do składu dołączył także Seth, jako drugi gitarzysta.
We Francji nagrali swój pierwszy długi album w roku 2000. Tego samego roku, Seth odszedł zespołu, aby wkrótce zostać zastąpionym przez Tilion'a.
Jeszcze tego samego roku, grupa ta zaczęła używać nowego tradycyjnego instrumentu, którym była surma. 
Nagrali swój drugi album zatytułowany La Chasse Sauvage, w 2001, oraz Formors, w 2005.
W roku 2006, ze składu odszedł Hades, którego później zastąpił Myrddyn.

## Muzycy

### Obecny skład zespołu
- Vidar – śpiew
- Benoit – gitara
- Tilion – gitara
- Milambre – gitara basowa
- Myrddyn – flet irlandzki
- Juan Jolocaust – perkusja

### Byli członkowie zespołu
- Amorgen – flend irlandzki, surma
- Taliesin – gitara
- Storm – perkusja
- Christophe – gitara basowa
- Seth – gitara
- Hades – flend irlandzki, surma

## Dyskografia
| Data wydania | Tytuł                    | Wytwórnia         |
| 1996         | Chroniques du Crépuscule |                   |
| 2000         | Promo CD                 |                   |
| 2001         | La Chasse Sauvage        | SacralProductions |
| 2005         | Formors                  | Oaken Shield      |